# Begraafplaats van Nouvelles
De Begraafplaats van Nouvelles is een gemeentelijke begraafplaats in het Belgische dorp Nouvelles, een deelgemeente van Bergen. Ze ligt op een lichte helling op 300 m ten noorden van het dorpscentrum (Sint-Brixiuskerk), aan de Rue Briffaut. Ze is volledig ommuurd en heeft een toegangshek onder een bakstenen fronton met het wapenschild van de gemeente. 

## Britse oorlogsgraven
Op de begraafplaats ligt een perk met 9 Britse gesneuvelden uit de Eerste Wereldoorlog. Eén van hen kon niet meer geïdentificeerd worden. Vijf slachtoffers vielen in augustus 1914 tijdens de hevige strijd rondom Bergen en vier andere op de dag van de wapenstilstand. De graven worden onderhouden door de Commonwealth War Graves Commission en staan er geregistreerd als Nouvelles Communal Cemetery.